# 何鸣雁
何鸣雁（1932年—），女，汉族，辽宁沈阳人。中國共產党黨员。中国大陆作家。原中国电影艺术研究中心的研究员、研究生部的教授。现已退休。

## 个人经历
毕业于北京大学东语系，学习朝鮮語。工作中历任文工团团员，新华社译电员、编辑，中国作家协会延边分会翻译。1956年开始发表作品。其丈夫是中国朝鲜族人。 
在延边作家协会工作期间，于“文革”初期被诬为“修正主义文艺路线黑尖子”，在其工作地吉林省延吉市遭到大字报围攻。后在70年代参与多部朝鲜电影的译制工作。其中《卖花姑娘》一片最为著名，该片使其获得好评。
1985年1月9日，中国电影艺术研究中心、北京电影学院研究生领导小组成立，陈荒煤任组长、沈嵩生任副主任，成员有奚姗姗、王亮衡、余倩、王征。后增补何鸣雁为领导小组成员。
1990年1月曾与谢晋、何振淦，孙栋光等一道参加中国电影代表团赴法国蒙彼利埃电影节。

## 主要作品

### 电影翻译
年份为译制片出品年。
- 1952年，《少年游击队》，中央电影局东北电影制片厂译制
- 1962年，《春香传》，长春电影制片厂译制
- 1960年，《金刚山姑娘》(Kumgang girl)，长春电影制片厂译制
- 1972年，《卖花姑娘》，长春电影制片厂译制
- 1973年，《原形毕露》，长春电影制片厂译制
- 1973年，《永生的战士》，长春电影制片厂译制
- 1975年，《金姬和银姬的命运》，长春电影制片厂译制
- 1976年，《火车司机的儿子》，长春电影制片厂译制

### 电影编剧
- 1983年，《甜女》，长春电影制片厂，导演：李前宽，肖桂云

### 电视剧翻译
- 日本电视连续剧《阿信》，中国中央电视台译制

### 其他文学作品
- 何鸣雁《长长的古洞河》（小说）
- 芦萍、何鸣雁《金达莱的传说》（诗歌）
- [朝]李振禹著：无名英雄，何鸣雁编译，北京: 群众出版社, 1985. （文学翻译）